# Werner Meyer-Eppler
Werner Meyer-Eppler (Antuérpia, 30 de abril de 1913 — Bonn, 8 de julho de 1960) foi um físico e teórico da informação da Alemanha.

## Vida
Ele estudou matemática, física e química, primeiro na Universidade de Colônia e depois em Bonn, entre 1936 e 1939, quando recebeu doutorado em Física. Entre 1942 e 1945 foi assistente científico no Instituto de Física da Universidade de Bonn. Após o final da Segunda Guerra Mundial (1945), Meyer-Eppler desviou sua atenção para a fonética e síntese de voz. Em 1947 foi recrutado por Paul Menzerath para o Instituto de Fonética da Universidade de Bonn, onde tornou-se assistente em abril de 1949. Durante essa época. publicou ensaios sobre a produção sintética da linguagem e apresentou invenções estado-unidenses como o Coder e o Vocoder.
Ainda em 1949, Meyer-Eppler publicou um livro promovendo a ideia de produção de música puramente eletrônica (Meyer-Eppler 1949), e dois anos mais tarde reuniu-se com o compositor e engenheiro Robert Beyer e o compositor, musicólogo e jornalista Herbert Eimert em uma bem sucedida proposta à Nordwestdeutscher Rundfunk (NWDR) para o estabelecimento de um estúdio de música eletrônica em Colônia. Após dois anos de trabalho, ele foi oficialmente aberto com a transmissão de um concerto em 26 de maio de 1953, tornando-se o estúdio mais importante de música eletrônica da Europa.
Em torno de 1957, publicou frequentemente sobre música eletrônica, introduzindo o conceito do "aleatório", com respeito aos conceitos da formação estatística de sons baseado em seus estudos da fonologia (Meyer-Eppler 1955). Entre seus estudantes na Universidade de Bonn entre 1954 e 1956 estava o compositor Karlheinz Stockhausen, que também trabalhou como assistente no estúdio de Colônia, e cujas composições propagaram as idéias de Meyer-Eppler. 
Em 1959, Meyer-Eppler publicou seu trabalho mais importante, Grundlagen und Anwendungen der Informationstheorie (Princípios Básicos e Aplicações da Teoria da Comunicação) (Meyer-Eppler 1959). Em 8 de julho de 1960, Meyer-Eppler faleceu de uma doença no rim da qual sofria por anos.

## Publicações
- Elektrische Klangerzeugung: Elektronische Musik und synthetische Sprache. Ferdinand Dümmlers, Bonn 1949
- Elektronische Kompositionstechnik, in: Melos 1 (1953), S. 5–9 (Volltext)
- Statistische und psychologische Klangprobleme (Die Reihe; 1: Elektronische Musik), 1955. Auch englisch unter dem Titel Statistic and Psychologic Problems of Sound, 1958.
- Grundlagen und Anwendungen der Informationstheorie. Kommunikation und Kybernetik in Einzeldarstellungen. Band 1. Springer-Verlag, Berlin 1959. 2. Auflage, hrsg. von Georg Heike und K. Löhn. Springer, Berlin u. a. 1969